# Fondation Architectes de l'urgence
La fondation Architectes de l’urgence est une organisation non gouvernementale française à but humanitaire qui a pour objet d’apporter une aide et une assistance technique aux sinistrés de catastrophes naturelles, technologiques ou humaines. Architectes de l'urgence intervient également dans des actions de développement à plus long terme dans les domaines de la reconstruction, de l'aide aux réfugiés et de la formation. La fondation a reçu une mention spéciale « Initiative » au prix AMO en 2009.

## Historique
Architectes de l’urgence est une organisation fondée en avril 2001 dans le sillage des inondations de la Somme et de l’Oise. 
La fondation Architectes de l’urgence a pour objectifs :
1. de soutenir et développer l'engagement humanitaire des architectes en France et dans le monde et de contribuer ainsi au rayonnement de l’architecture ;
2. d'apporter les compétences des architectes, des ingénieurs et autres professionnels du BTP au secours des populations éprouvées par les catastrophes naturelles, technologiques ou humaines, avec une approche technique adaptée à chaque étape de la situation de crise, de l'évaluation des dommages et la mise en sécurité à la première assistance d'urgence.
3. d'accompagner le retour à la vie économique locale avec une logique de développement durable en privilégiant l'utilisation de matériaux locaux, en sensibilisant les populations et en encourageant la formation des acteurs locaux, du maçon à l'architecte;
4. d'aider à la reconstruction des habitats et des infrastructures essentielles (hopitaux, maternités, écoles, châteaux d'eau, routes, etc.) décents et durables, dans le respect des environnements locaux, luttant drastiquement contre l'utilisation massive des ressources primaires, pour conserver et promouvoir la richesse de ces patrimoines architecturaux, historiques, et culturels mondiaux.

Reconnue d'utilité publique depuis 2007, la FAU a pu mener en 18 ans, une quarantaine de programmes d'action d'assistance, d'urgence et de reconstruction dans 36 pays dont la France grâce à l'implication de plus de 1600 architectes, ingénieurs, urbanistes et administrateurs de différentes nationalités qui se sont mobilisés depuis sa création pour prévenir, gérer les risques et apporter une aide adaptée et durable aux populations frappées par des désastres naturels ou technologiques.

## Domaines d’intervention
L’organisation intervient dans les domaines suivants :
- mission « évaluation cartographique » permettant aux architectes de comprendre rapidement le phénomène et ses conséquences sur la population, d'estimer l'ampleur des dégâts et d'identifier et de définir les moyens humains et matériels à organiser pour la mise en sécurité des populations et leur relogement rapide.
- mission de « mise en sécurité des populations », par la mise en place de périmètres de sécurité autour des constructions ébranlées pouvant représenter un danger, par la mise en sécurité des équipements publics et des logements, et la mise en place de mesures conservatoires ou d'évacuation en cas de danger pour les habitants.
- intervention dans les camps de réfugiés permettant d'améliorer les conditions de vie des réfugiés et déplacés.
- « reconstruction d'urgence », par la mise au point d'une stratégie de mitigation des risques, afin de reconstruire après une catastrophe pour les personnes les plus vulnérables, tout en prenant en considération les spécificités et les sensibilités locales.
- l’organisation de formations pour les professionnels permettant de les sensibiliser au concept de risque, de développer le rôle stratégique des professionnels dans l'approche et la mise au point de méthodes d'urbanisation et de construction compatibles avec le risque, d'assister les populations dans le concept d'auto-construction et de créer des ateliers relais et des lieux d'échange, de partage et de formation aux nouvelles technologies pour les professionnels.

## Actions et interventions
- France
  - Inondations de la Somme (avril 2001)
  - Explosion de l'usine AZF (septembre 2001)
  - Inondations du Gard (septembre 2002)
  - Inondations des Bouches du Rhône (2003)
  - Guadeloupe, Séisme  (novembre 2004)
  - Séisme de l'arc antillais en Martinique (novembre 2007)
  - Var, inondations du 15 (juin 2010)
  - Montreuil, Réhabilitation et sécurisation d'un bâtiment désaffecté pour l'hebergement provisoire de réfugiés (2015).
  - Saint Martin, ouragans Irma et Maria (septembre 2017)
  - Mayotte, Référentiel de programmation pour la construction des écoles primaires (2019)
- Afrique
  - Algérie, Inondations (Novembre 2001)
  - Algérie, séisme de Boumerdès (mai 2003)
  - Turquie, séisme de Bingöl (mai 2003)
  - Maroc, séisme d'Al Hoceima (février 2004)
  - Madagascar, Cyclone tropical (printemps 2004)
  - Tchad, camps de réfugiés de l'est du Tchad (juin 2007)
  - Madagascar, Cyclone tropical, dans le sud de l’île, réhabilitation d'écoles et de centres de santé (2010)
  - Libye, conflit interne (printemps 2011)
  - Mozambique, Cyclone Idai (Mars 2019)
- Asie
  - Bangladesh, inondations (août 2004)
  - Iran, séisme à Bam (décembre 2003)
  - Afghanistan, séisme de Nahrin (2002)
  - Afghanistan, atelier relais à Kaboul (2004)
  - Indonésie, Sigli et Sabang,  tsunami de décembre 2004
  - Sri Lanka, tsunami de décembre 2004
  - Thaïlande, île de Khao Lak (juin 2004)
  - Asie du Sud, tsunami (janvier 2005)
  - Pakistan, tremblement de terre du 8 octobre 2005
  - Indonésie, Jogyakarta , tremblement de terre du 27 mai 2006
  - Liban, à la suite des conflits de 2006.
  - Pakistan, Inondations de 2010 au Pakistan (Juillet 2010)
  - Philippines, Typhon Yolanda (Novembre 2013)
  - Népal, Séismes de 2015 au Népal (Avril 2015)
- Europe
  - Inondations en Europe centrale : Allemagne, Roumanie et République Tchèque (août 2002)
  - Italie, inondations de (mars 2009)
- Amérique
  - Île de la Grenade et Haïti, ouragans Ivan et Jeanne (septembre 2004)
  - Pérou, séisme d'Ica du 15 août 2007
  - Colombie, dans le sud du pays depuis 2009, programme de relogement des déplacés.
  - Haïti, séisme du 12 janvier 2010, évaluation de bâtiments, formation à l’évaluation, construction d’abris d’urgence, réfection du seul hôpital psychiatrique de Port-au-Prince et de nombreux autres centres de santé.
  - Haïti, ouragan Matthew (septembre 2016)
  - Dominique, ouragans Irma et Maria (septembre 2017)
- Océanie
  - Iles Salomons, Tsunami (avril 2007)